# Deportivo Mongomo
Maillots
Le Deportivo Mongomo est un club équatoguinéen basé à Mongomo.

## Historique
Le Deportivo Mongomo a remporté à trois reprises le championnat national, en 1980, 1997 et 2010. En Coupe, son meilleur résultat est une finale, jouée en 1997 et perdue face au CD Elá Nguema, qui empêche le club de réaliser le doublé.
Les bons résultats du Deportivo lui ont permis de se qualifier à de nombreuses reprises pour les compétitions africaines, sans pour autant réaliser des performances honorables. En effet, en huit campagnes continentales, le club n'a réussi à passer à un tour qu'à une seule reprise, lors de la Coupe de la confédération 2004, éliminant les Congolais des Diables Noirs de Brazzaville (en 1998, le club profite du forfait de son adversaire pour passer le tour préliminaire). 

## Palmarès
- Championnat de Guinée équatoriale (5)
  - Champion : 1980, 1997, 2010, 2022, 2024
  - Vice-champion : 2001

- Coupe de Guinée équatoriale (1) 
  - Vainqueur : 2015
  - Finaliste : 1997

- Supercoupe de Guinée équatoriale (1) 
  - Vainqueur : 2015

## Grands joueurs
- Daniel Ekedo
- Jean-Maxime Ndongo
- Achille Pensy
- José Bokung